# Kazmiri, Radîvîliv
Kazmiri (în ucraineană Казьмірі) este un sat în comuna Pidzamce din raionul Radîvîliv, regiunea Rivne, Ucraina.

## Demografie
Componența lingvistică a localității Kazmiri
     Ucraineană (95,04%)
     Rusă (4,96%)
Conform recensământului din 2001, majoritatea populației localității Kazmiri era vorbitoare de ucraineană (95,04%), existând în minoritate și vorbitori de rusă (4,96%).